# Мовна норма
Мо́вна но́рма — сукупність загальноприйнятих правил реалізації мовної системи, які закріплюються у процесі спілкування. Головні ознаки мовної норми — унормованість, обов'язкова правильність, точність, логічність, чистота і ясність, доступність і доцільність.
Упродовж віків випрацьовувалися певні нормативні правила та засади, які стали визначальними й обов'язковими для сучасних носіїв літературної мови. Як зазначав ще 1936 р. видатний діяч українського відродження проф. І. Огієнко, «для одного народу мусить бути тільки одна літературна мова й вимова, тільки один правопис».
Мова — це сукупність правил, за якими будується мовлення як основа спілкування людей, а отже, і розуміння одне одного. Головною категорією культури мови є мовна норма.
Норма диктується й випрацьовується вихованням і освітою: родиною, оточенням, дошкільними й шкільними закладами, середньою спеціальною та вищою школами, літературою, театром, кіно-, радіо- й телевізійними передачами — усіма засобами масової інформації, а тепер ще й Інтернетом. Норма не є незмінною константою. Суспільство, час і простір, у якому функціонує мова, змінюються і зазвичай змінюють ті чи інші мовні норми.
Головною ознакою літературної мови є унормованість, для якої обов'язкова правильність, точність, логічність, чистота та ясність, приступність і доцільність висловлювання. Будь-яке мовне явище може виступати мовною нормою. Зразком унормованості може бути звук і сполучення звуків, морфема, значення слова та його форма, словосполука й будь-яке речення. Оскільки мовна норма — категорія історична, вона, як уже зазначалося, змінюється разом із розвитком і зміною суспільства. На ґрунті старої норми утворюється нова, але стара до певної міри ще продовжує існувати. Таким чином з усталених нових правил нагромаджуються винятки.
Як би ми не розглядали питання культури мови — у прикладному, навчально-педагогічному, виховному аспекті чи у зв'язках з мисленням і психологічними чинниками,— усі вони неминуче пов'язані з поняттям норми. Мовній нормі притаманний двоїстий характер: з одного боку — мовна норма є, природно, явищем мови, а з другого — норма виразно виступає і як явище суспільне. Суспільний характер норми виявляється сильніше, ніж суспільний характер мови взагалі. Адже норма нерозривно пов'язана саме із суспільно-комунікативною функцією мови.
Сукупність загальноприйнятих, усталених правил, якими керуються мовці в усному та писемному мовленні, складає норми літературної мови, які є обов'язковими для всіх її носіїв.

## Типи норм
Розрізняють такі структурно-мовні типи норм:
1. Орфоепічні норми (вимова).
 Наприклад: [молод'ба́]
2. Акцентуаційні норми (визначають правильний словесний наголос).
 Наприклад: вихо́дити- ви́ходити
3. Лексичні норми (розрізнення значень і семантичних відтінків, закономірності лексичної сполучуваності).
4. Словотвірні норми (регулюють вибір морфем, їх розташування і сполучення у складі слова).
5. Морфологічні норми (регулюють вибір варіантів морфологічної форми слова і варіантів її поєднання з іншими словами).
6. Синтаксичні норми (регулюють вибір варіантів побудови словосполучень і речень).
7. Стилістичні норми (доцільність використання мовно-виражальних засобів у конкретному лексичному оточенні, відповідній ситуації спілкування).
8. Орфографічні норми (написання слів).
9. Пунктуаційні норми (вживання розділових знаків).